# 川南パーキングエリア
川南パーキングエリア（かわみなみパーキングエリア）は、宮崎県児湯郡川南町にある東九州自動車道のパーキングエリアである。
上下線集約型となっており、延岡・大分方面（上り線）側が宮崎・鹿児島方面（下り線）側にクロスしている。

## 概説
都農IC - 高鍋IC間 (12.9km) の2012年（平成24年）12月22日の開通と同時に供用開始された。
パーキングエリアの施設には宮崎県産材がふんだんに使われている。建物の周囲の歩道部分には2011年（平成23年）の新燃岳噴火の際に九州自動車道に降り積もった火山灰85トンを利用したレンガを敷き、外の通路の屋根やトイレの内壁には飫肥杉をあしらい、建物横の芝生には川南町産の芝を使っている。
2012年の供用開始から2019年度まで、南海トラフ巨大地震で予測される津波など大規模災害発生時の避難拠点となる「防災用コンテナハウス」が設置されており（日本国内のパーキングエリアでは初）、平常時は地域の特産品を扱う即売所として使われていた。休憩施設をさらに拡張させ、一般道からでも利用できる売店や食堂の入った一部2階建ての有人施設が追加で建設され、2020年4月23日、有人施設「かわみなみPLATZ」が開業した。なお、「かわみなみPLATZ」の建設に合わせてコンテナハウスは撤去された。
2017年9月29日にセルフ方式のガソリンスタンドがオープンした。これまで、県内の高速道路では宮崎自動車道・霧島SA（上下線）にしか設置されておらず、東九州道には設置箇所が少ないため、利用者からの要望が多かった。
そのガソリンスタンドは建物こそ上下線共用だが、給油スペースは上下線で分けているのが特徴となっている。
なお、現時点では延岡IC（宮崎県延岡市） - 宮崎西IC（宮崎市）間の約87kmにおいて、唯一のパーキングエリアとなっている。

## かわみなみPLATZ

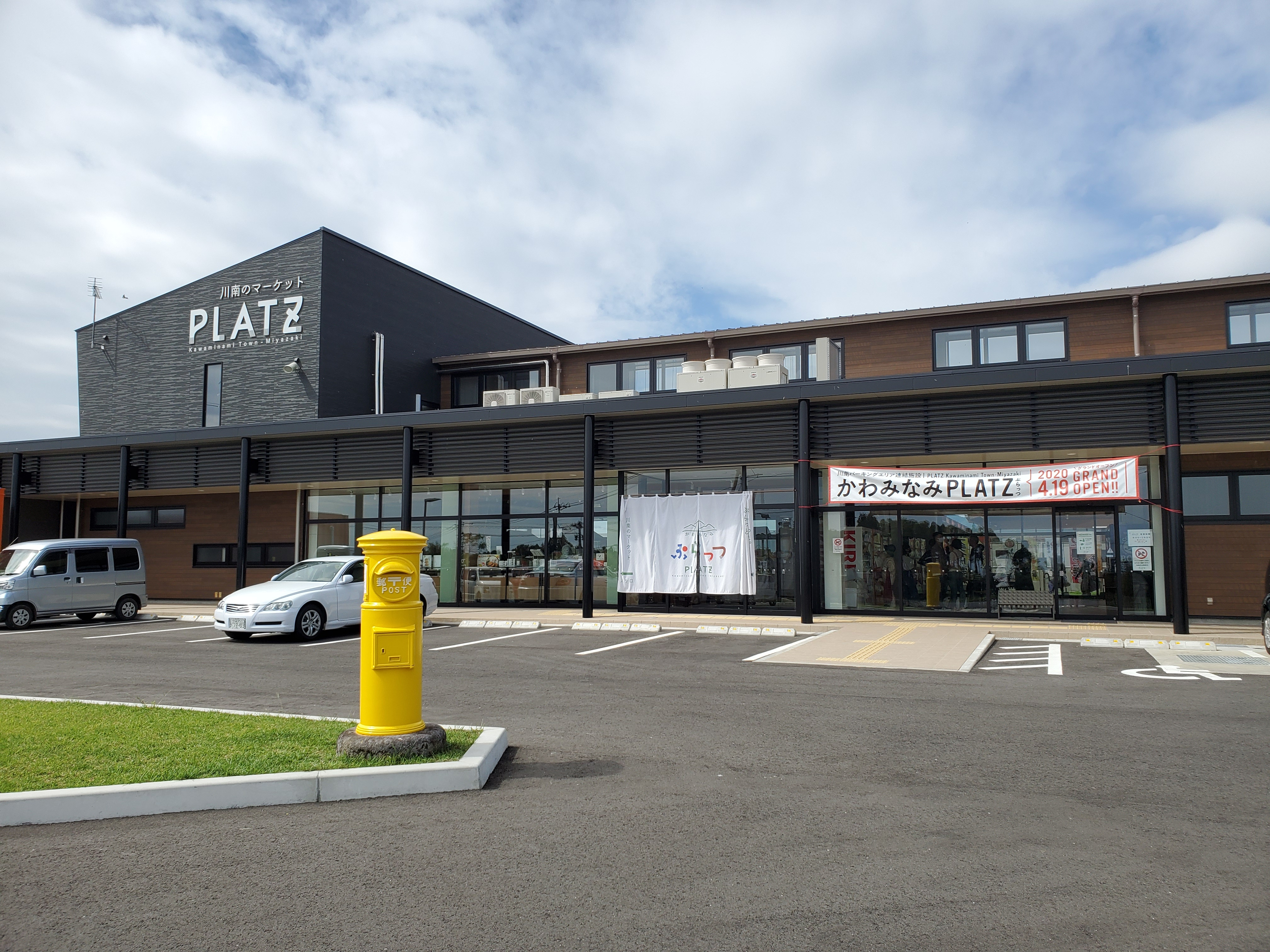
かわみなみPLATZ（プラッツ）。一般道側から2020年9月撮影

かわみなみPLATZ（ぷらっつ）は、宮崎県児湯郡川南町にある地域活性化施設である。川南PAの隣接地に所在する。
当施設は川南町等の地域団体によって整備され、指定管理者として「川南まちづくり株式会社」が運営を行っている。地元産の食材を用いた売店や食堂、インフォメーションコーナー等を設置しており、「日向の陽だまり」をコンセプトとした川南町および児湯地区のアピールをする場の提供を行なっている。
またPA機能の拡充も目的としており、高速道路区域外（町有地）の施設でありながら一般道（町道）側だけでなく高速道路側からも利用可能な「ハイウェイオアシス」の形態をとっている。これによる利用者増加を見越して、川南PAの駐車場は上り線を中心に増設が行われた。
開業当初は新型コロナウイルス感染症の流行・拡大防止のため、一般道側からのみの利用に制限されていた。

## 歴史

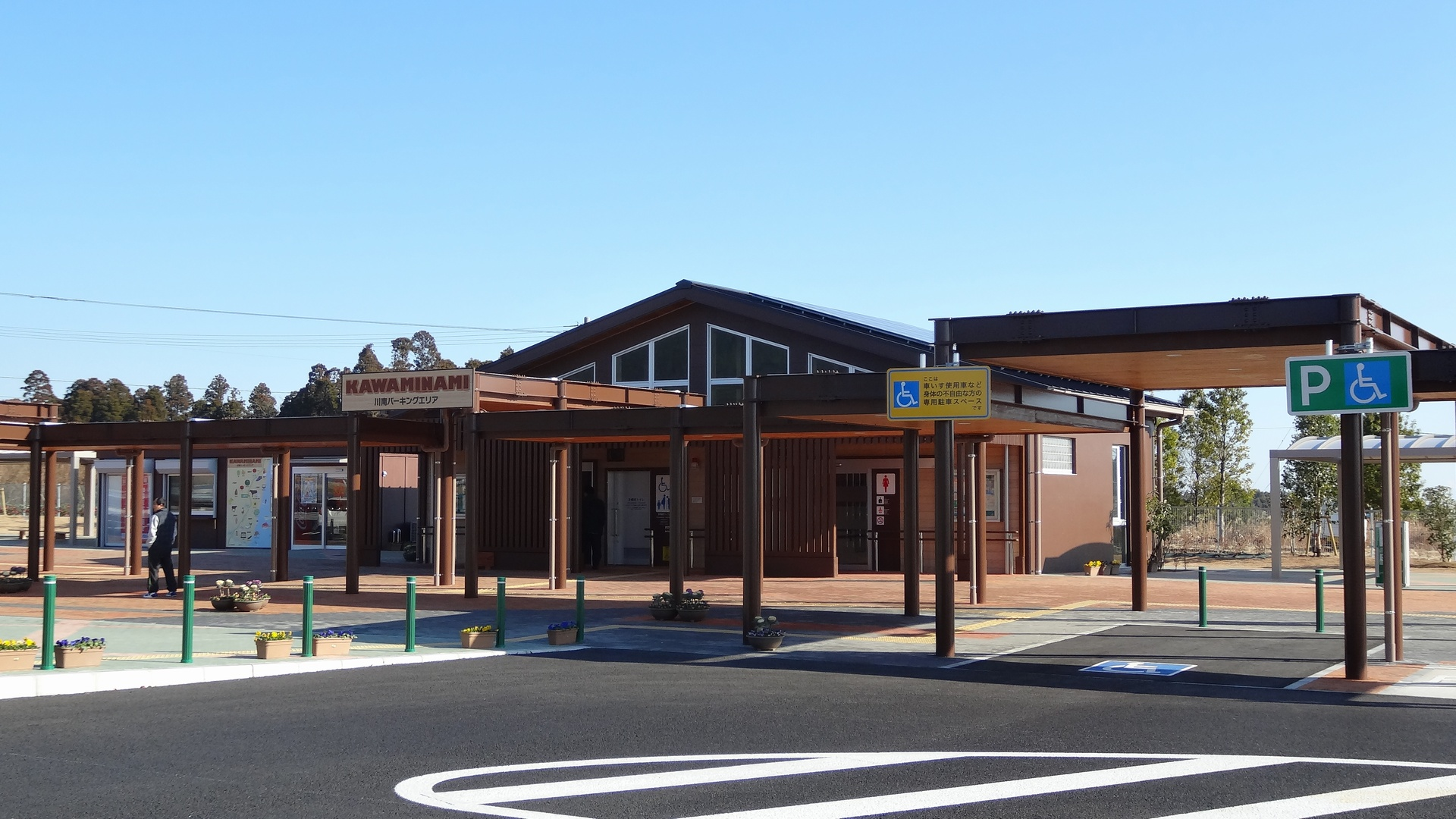
開設当時のすがた。2013年1月撮影

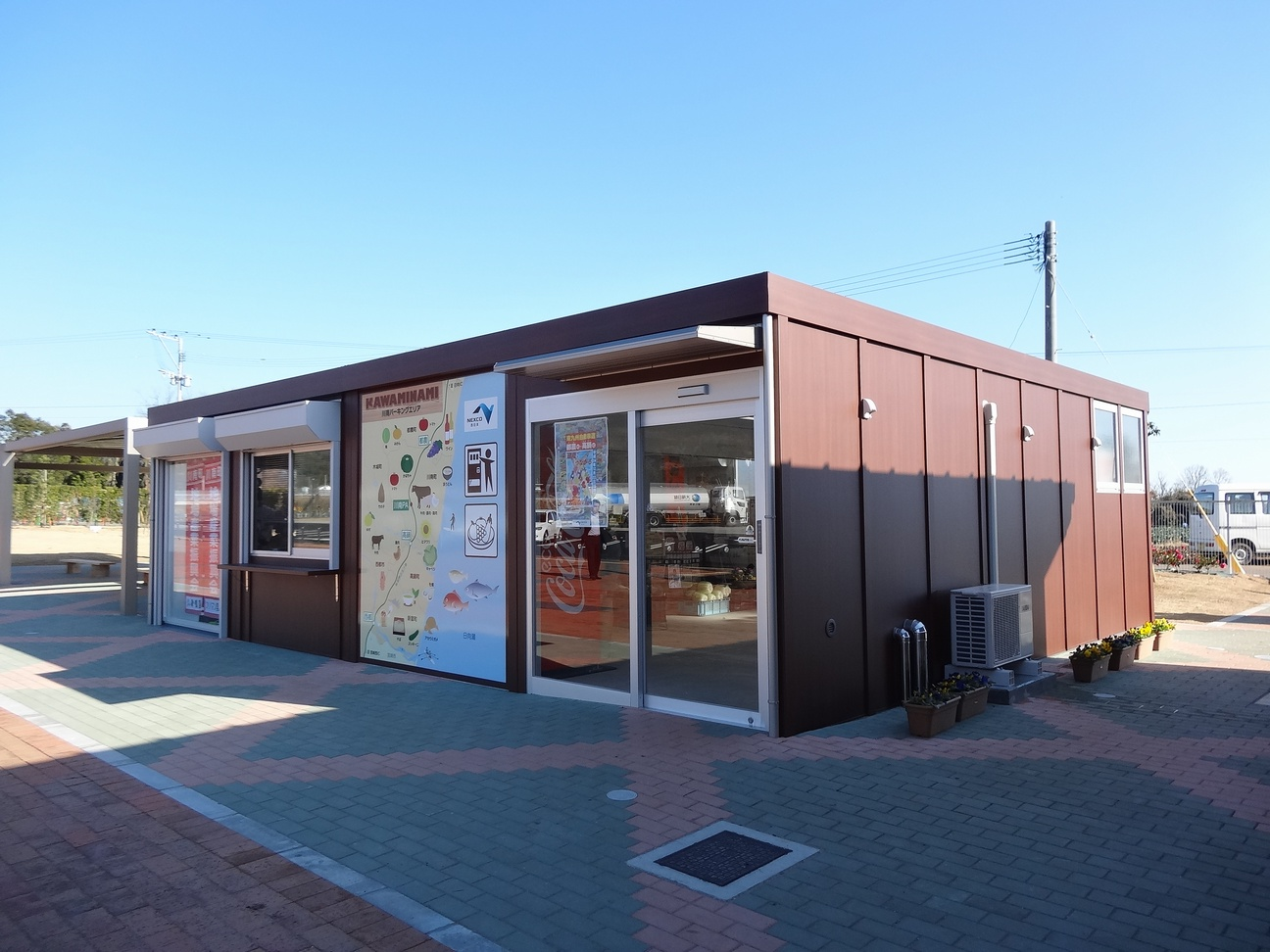
2012年の開設当初設置されていた防災用コンテナハウス。平常時は即売所「MONマルシェ」として使用されていた。2013年1月撮影

- 2012年（平成24年）12月22日：都農IC - 高鍋IC間開通に伴い、供用開始[1]。
- 2015年（平成27年）7月13日：トイレの混雑軽減を図るための増設工事が完了する[8]。
- 2017年（平成29年）9月29日：上下線にガスステーションがオープン[5]。
- 2019年度（令和元年度）：コンテナハウスを撤去[4]。
- 2020年（令和2年）4月23日：有人施設「かわみなみPLATZ」がオープン[9]。

## 施設

### 上り線（大分方面）
- 駐車場[10]
  - 大型：13台
  - 小型：17台
  - 二輪：4台
  - トレーラー：2台
  - 身障者用
    - 小型：1台
- EV急速充電スタンド（24時間）[10]
- ガスステーション （出光興産（西日本宇佐美）8:00 - 20:00）[5]

### 下り線（宮崎方面）
- 駐車場[11]
  - 大型：13台
  - 小型：20台
  - 二輪：4台
  - トレーラー：2台
  - 身障者用
    - 小型：1台
- EV急速充電スタンド（24時間）[11]
- ガスステーション （出光興産（西日本宇佐美）8:00 - 20:00）[5]

### 上下線共用
有人施設「かわみなみPLATZ」
- 災害対応型自動販売機（24時間）
- 休憩・情報発信スペース（24時間）
- かわみなみ食堂（11:00 - 17:30）　※17:00オーダーストップ
- お土産販売コーナー（8:00 - 19:00）
- テイクアウト販売コーナー（9:00 - 18:00）

PA区域外の町有地にある施設だが「ハイウェイオアシス形式」となっているため、PA内の駐車場からも利用可能。（）はPA内からの利用可能時間。一般道側からの入場は8:00 - 19:00まで。
トイレ
- 男性大：8器（和式 1器・洋式 7器）・小：5器
- 女性：16器（和式 1器・洋式 15器）
- オストメイト対応トイレ：男女各トイレ内に設置。
- 多機能トイレ：個室で男女各1室（身障者用の機能を備えている）。

## 隣
E10 東九州自動車道
(25)日向IC - (26)都農IC - 川南PA - (27)高鍋IC - 新富SIC（事業中） - (28)西都IC